# Communauté de communes du Val de Drôme en Biovallée
Die Communauté de communes du Val de Drôme en Biovallée (vormals Communauté de communes du Val de Drôme) ist ein französischer Gemeindeverband mit Rechtsform einer Communauté de communes im Département Drôme, dessen Verwaltungssitz sich in dem Ort Eurre befindet. Das Gebiet der Mitgliedsgemeinden liegt im Rhonetal etwa 20 km südlich von Valence und umfasst die Mündung der Drôme sowie Teile der angrenzenden Täler der Sye und des Roubion. Der 1987 gegründete Gemeindeverband besteht aus 29 Gemeinden auf einer Fläche von 588,54 km². Präsident des Gemeindeverbandes ist Jean Serret (PS).

## Geschichte
Der Erlass vom 21. Dezember 2020 legte mit Wirkung zum 1. Januar 2021 den Austritt der Gemeinde Puy-Saint-Martin aus diesem Gemeindeverband  und die gleichzeitige Aufnahme in die Communauté d’agglomération Montélimar-Agglomération fest.

## Aufgaben
Zu den vorgeschriebenen Kompetenzen gehören die Entwicklung und Förderung wirtschaftlicher Aktivitäten und des Tourismus sowie die Raumplanung auf Basis eines Schéma de Cohérence Territoriale. Der Gemeindeverband betreibt die Müllabfuhr und -entsorgung und ist in weiteren Umweltbelangen zuständig. Zusätzlich baut und unterhält der Verband Sporteinrichtungen und bestimmt die Wohnungsbaupolitik.

## Mitgliedsgemeinden
Folgende 29 Gemeinden gehören dem Gemeindeverband an:
| Gemeinde                                            | Einwohner 1. Januar 2022 | Fläche km² | Dichte Einw./km² | Code INSEE | Postleitzahl |
| --------------------------------------------------- | ------------------------ | ---------- | ---------------- | ---------- | ------------ |
| Allex                                               | 2.633                    | 20,17      | 131              | 26006      | 26400        |
| Ambonil                                             | 102                      | 1,23       | 83               | 26007      | 26800        |
| Autichamp                                           | 152                      | 6,25       | 24               | 26021      | 26400        |
| Beaufort-sur-Gervanne                               | 485                      | 9,48       | 51               | 26035      | 26400        |
| Chabrillan                                          | 755                      | 17,75      | 43               | 26065      | 26400        |
| Cliousclat                                          | 612                      | 9,65       | 63               | 26097      | 26270        |
| Cobonne                                             | 168                      | 11,20      | 15               | 26098      | 26400        |
| Divajeu                                             | 687                      | 13,25      | 52               | 26115      | 26400        |
| Eurre                                               | 1.426                    | 18,06      | 79               | 26125      | 26400        |
| Eygluy-Escoulin                                     | 60                       | 26,53      | 2                | 26128      | 26400        |
| Félines-sur-Rimandoule                              | 84                       | 8,46       | 10               | 26134      | 26160        |
| Francillon-sur-Roubion                              | 185                      | 10,80      | 17               | 26137      | 26400        |
| Gigors-et-Lozeron                                   | 219                      | 35,27      | 6                | 26141      | 26400        |
| Grane                                               | 2.136                    | 44,84      | 48               | 26144      | 26400        |
| La Répara-Auriples                                  | 255                      | 15,03      | 17               | 26020      | 26400        |
| La Roche-sur-Grane                                  | 190                      | 12,23      | 16               | 26277      | 26400        |
| Le Poët-Célard                                      | 147                      | 8,34       | 18               | 26241      | 26460        |
| Livron-sur-Drôme                                    | 9.272                    | 39,52      | 235              | 26165      | 26250        |
| Loriol-sur-Drôme                                    | 6.584                    | 28,66      | 230              | 26166      | 26270        |
| Mirmande                                            | 606                      | 26,45      | 23               | 26185      | 26270        |
| Montclar-sur-Gervanne                               | 195                      | 29,63      | 7                | 26195      | 26400        |
| Montoison                                           | 1.935                    | 16,11      | 120              | 26208      | 26800        |
| Mornans                                             | 79                       | 11,72      | 7                | 26214      | 26460        |
| Omblèze                                             | 60                       | 44,92      | 1                | 26221      | 26400        |
| Plan-de-Baix                                        | 164                      | 19,39      | 8                | 26240      | 26400        |
| Saou                                                | 582                      | 41,60      | 14               | 26336      | 26400        |
| Soyans                                              | 402                      | 25,64      | 16               | 26344      | 26400        |
| Suze                                                | 247                      | 14,43      | 17               | 26346      | 26400        |
| Vaunaveys-la-Rochette                               | 611                      | 21,93      | 28               | 26365      | 26400        |
| Communauté de communes du Val de Drôme en Biovallée | 31.033                   | 588,54     | 53               | –          | –            |